# Cargo Dragon C209
Cargo Dragon C209 – bezzałogowy statek kosmiczny z serii Cargo Dragon służący do zaopatrywania Międzynarodowej Stacji Kosmicznej w ramach programu Commercial Resupply Services finansowanego przez NASA. Jego pierwszy lot odbył się 3 czerwca 2021 roku w ramach misji SpaceX CRS-22. Był to drugi lot SpaceX w ramach drugiej fazy kontraktu Commercial Resupply Services przyznanego w styczniu 2016 roku.

## Wykaz lotów
| Misja  | Data startu     | Data powrotu     | Czas trwania | Wynik  |
| ------ | --------------- | ---------------- | ------------ | ------ |
| CRS-22 | 3 czerwca 2021  | 10 lipca 2021    | 36 dni       | Sukces |
| CRS-24 | 21 grudnia 2021 | 24 stycznia 2022 | 34 dni       | Sukces |
| CRS-27 | 15 marca 2023   | 15 kwietnia 2023 | 31 dni       | Sukces |
| CRS-30 | 21 marca 2024   | 30 kwietnia 2024 | 36 dni       | Sukces |